# Mittelvenne
Koordinaten: 51° 11′ 15″ N, 9° 21′ 43″ O
Mittelvenne (auch Mittel-Venne) ist eine Dorfwüstung in der heutigen Gemarkung von Gudensberg im nordhessischen Schwalm-Eder-Kreis.

## Lage
Der im Jahre 1253 als „villa in medio Vennehe“ erstmals schriftlich erwähnte Ort lag auf 232 m Höhe über NHN etwa 1,2 km nördlich der Altstadt von Gudensberg; seine genaue Lage unweit östlich der Quelle des Goldbachs ist bisher nur ungefähr zu lokalisieren.

## Geschichte
Dort in der wüsten Flur gefundene Keramikreste aus der Karolingerzeit deuten auf eine bereits sehr frühe Besiedlung des Orts hin, aber erst im Jahre 1253 wurde der Ort urkundlich, als die Witwe des Hermann von Holzhausen dem Kloster Breitenau zwei Hufen zu Mittel-Venne vermachte. Allerdings wird schon im Zehntenverzeichnis des St. Petri-Stifts in Fritzlar des Jahres 1209 neben „Vennelangen“ und „Reithvenne“ auch „Kircvenne“ (Kirchvenne) genannt, womit offensichtlich das spätere „Mittelvenne“ gemeint ist. Bereits 1045 wird ein Ort „vanahae“ im Hessengau in der Grafschaft Maden erwähnt (siehe Venne (Gudensberg)), und 1102 gab es mit Sicherheit bereits zwei Dörfer namens „vennee“, als Graf Werner IV., Vogt des Klosters Kaufungen, der dortigen Äbtissin Diameda mehrere Mansen in zwei verschiedenen Orten namens „vennee“ übergab; dabei handelte es sich offenkundig um Mittelvenne und das benachbarte Langenvenne.
Verschiedene Adelsfamilien und kirchliche Institutionen hatten im Laufe der Zeit Besitz oder Einkünfte im Ort, wie urkundliche Vermerke darlegen. Im Jahre 1290 verkaufte Conrad von Wallenstein und 1291 Werner von Wolfshausen der Deutschordensballei Hessen in Marburg jeweils einen Mansus zu Mittel-Venne. Das St. Petri-Stift in Fritzlar erhielt 1314 einen Zins aus Mittel-Venne, und das Kloster Hasungen verkaufte 1330 seine zwei Allode zu Mittel-Venne. 1346 übertrug Hermann von Elben einen halben Mansus zu Mittel-Venne und 1½ Mansus zu Ritter-Venne dem Allerheiligenaltar in der Gudensberger Stadtkirche „St. Margarethen“. 1356 ertauschte Landgraf Heinrich II. von Hessen von den Herren von Wehren gegen das Dorf Riede das bisher von ihnen als hessisches Lehen gehaltene Gericht Mittel-Venne und Langen-Venne. 1365 verkaufte Heinrich Brun, Pfarrer zu Gudensberg, an Johann Rympf, Pfarrer zu Melsungen, einen Wiesenflecken zu Mittel-Venne. 1369 verkauften der Wäppner Kurt von Elben und seine Frau Odegeben der Pfarrei am Hospital zum Heiligen Geist in Fritzlar und dem dortigen Pfarrer zwei Malter Roggen von vier Huben in Mittelvenne. Noch 1377 besaß das Chorfrauenstift Eppenberg einen Hof zu Mittel-Venne.
Der Ort wurde 1387 während der Belagerung von Gudensberg durch Truppen des Erzbischofs Adolf von Mainz zerstört und er wird 1403 als „wüst“ bezeichnet; seine Bewohner siedelten, unter Druck des Landgrafen Heinrich II., in die 1356 als selbständige Stadt gegründete sogenannte „Freiheit“, die Neustadt von Gudensberg um. Die Felder des Orts wurden nunmehr von Gudensberg aus bewirtschaftet. Noch im Jahre 1397 entrichtete das 1365 durch den Gudensberger Burgmann Hermann von Elben und dessen Ehefrau Else gestiftete Gudensberger Siechenhaus dem Kloster Hasungen einen Erbzins aus Gütern zu Mittel-Venne.